# Нефтерудовоз

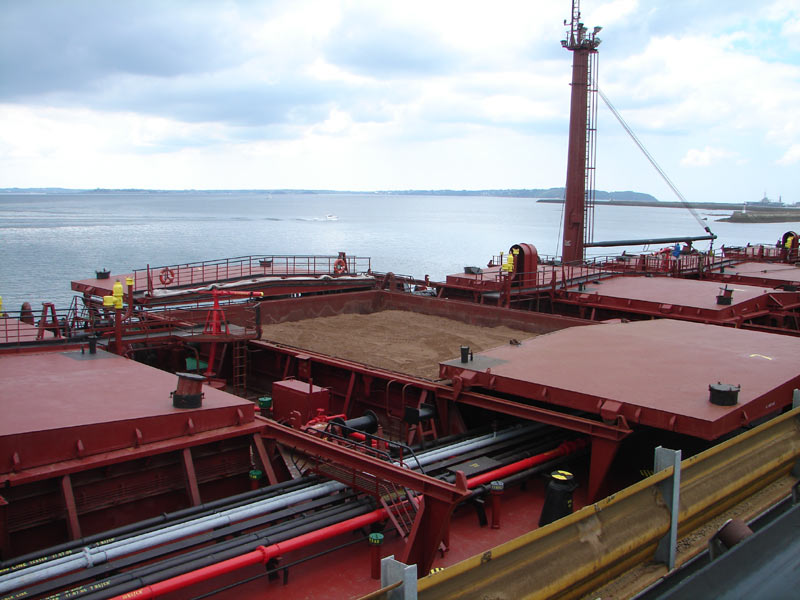
Нефтерудовоз Maya.

Нефтерудовоз (американское обозначение ОВО от Ore-bulk-oil) — морское или речное грузовое судно, предназначенное для перевозки как наливных, так и насыпных грузов. По идее, использование таких судов по сравнению с танкерами повышает экономические показатели за счёт исключения порожних рейсов, так как нефтерудовоз может перевозить нефтепродукты в одном направлении, а руду (или зерно) в обратном.
В СССР и в России значительное количество нефтерудовозов эксплуатировалось компаниями «Новошип» и «Волготанкер».
В настоящее время эти суда не так популярны как в 1970-е годы из-за сложностей в эксплуатации (требовалась трудоёмкая операция замывки трюмов после нефти перед приёмом зерна), а также высокой аварийности. Однако существуют компании, которые и сейчас предпочитают использовать суда типа OBO. Последнее выпущенное судно данного типа — SKS MERSEY (2003 г., Hyundai Heavy Ind.).
Это же название — Нефтерудовоз — носит тип однопалубных двухвинтовых сухогрузно-наливных гибридных теплоходов с сухогрузным трюмом в корпусе судна и танками для перевозки нефтепродуктов, расположенными вдоль бортов. Они предназначены для перевозки руды, угля, других сыпучих грузов, а также светлых нефтепродуктов II, III и IV классов с температурой вспышки паров выше 60 °C. Этот тип теплоходов строился по проектам 1553, 1570 и 15790.